# 農林水産技術会議

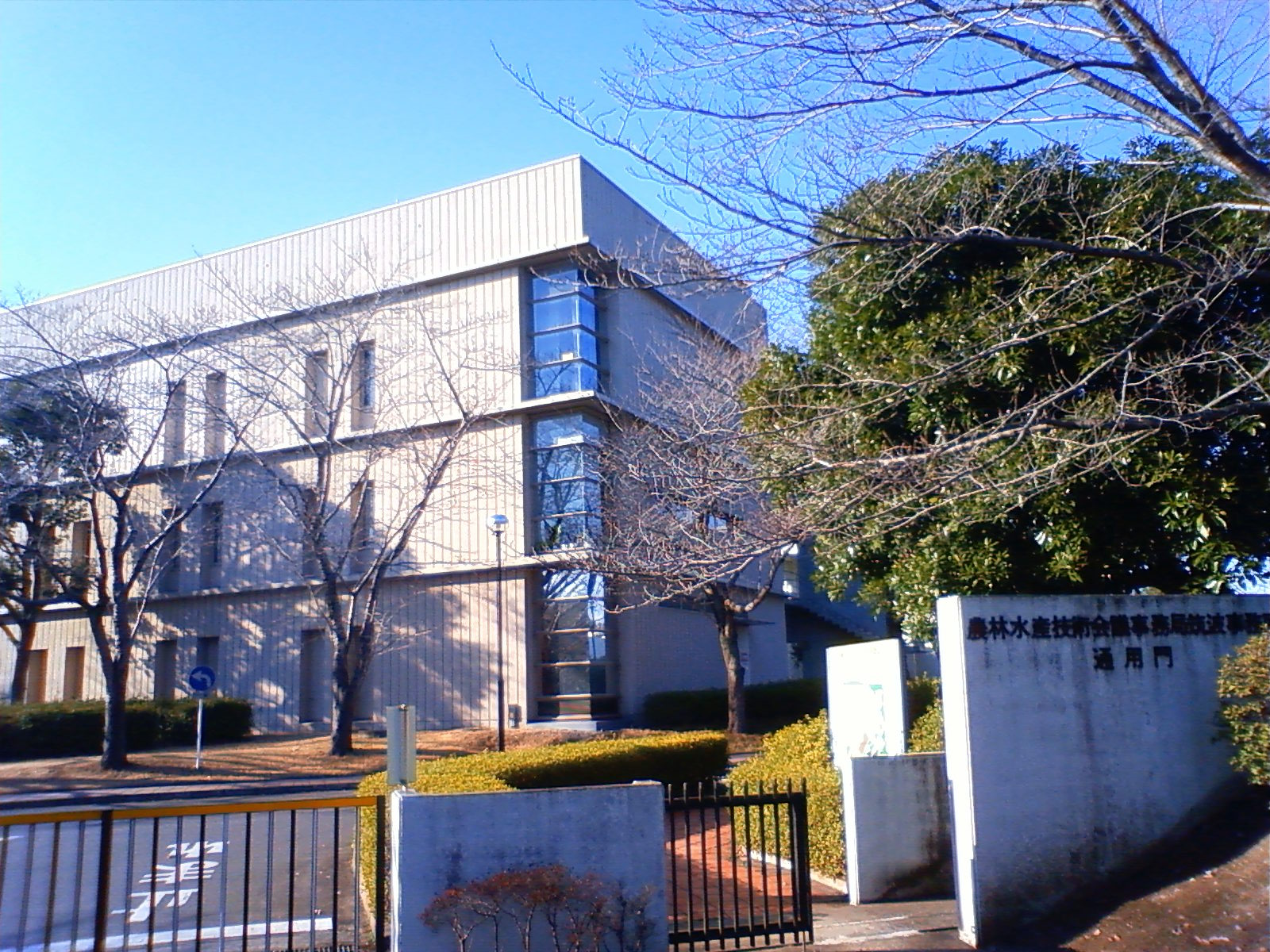
筑波事務所（茨城県つくば市）

農林水産技術会議（のうりんすいさんぎじゅつかいぎ、Agriculture,Forestry and Fisheries Research Council、略称：AFFRC）は、農林水産省設置法による特別の機関である。
農林水産研究基本計画等の策定、試験研究と一般行政部局の事務との連絡調整、研究開発の状況及び成果の調査 、農業・食品産業技術総合研究機構等の独立行政法人に関する事項、都道府県、民間企業等の行う研究開発の助成、研究者の資質の向上を任務とする。

## 組織
会長及び委員は農林水産大臣が任命する。

### 会長
小林芳雄（一般財団法人大日本蚕糸会代表理事会頭）

### 委員(6)
川面克行（アサヒグループホールディングス株式会社代表取締役副社長）
古口達也（栃木県茂木町長）
坂本廣子（相愛大学人間発達学部客員教授）
妹尾堅一郎（一橋大学大学院商学研究科客員教授）
難波成任（東京大学大学院農学生命科学研究科教授）
松永和紀（科学ライター）

### 事務局
- 事務局長
- 研究総務官（2人）
- 研究調整課
  - 管理官
- 研究企画課
  - 技術安全室
- 研究推進課
  - 産学連携室
- 国際研究官
  - 国際研究専門官（4人）
- 研究統括官
  - 研究開発官
    - 研究専門官（23人）
- 研究調整官（6人）
- 筑波産学連携支援センター

## 歴代事務局長
| 代 | 氏名       | 在任期間                      | 前職                                           | 後職           |
| -- | ---------- | ----------------------------- | ---------------------------------------------- | -------------- |
|    | 西川孝一   | 2004年7月2日 - 2005年7月19日  | 東海農政局長                                   | 生産局長       |
|    | 山田修路   | 2005年7月19日 - 2006年1月6日  | 総合食料局次長                                 | 農村振興局長   |
|    | 村上秀德   | 2006年1月6日 - 2006年8月8日   | 総合食料局長                                   | 農林水産審議官 |
|    | 髙橋賢二   | 2006年8月8日 - 2007年7月10日  |                                                |                |
|    | 竹谷廣之   | 2007年7月10日 - 2008年10月1日 | 水産庁漁政部長                                 | 生産局長       |
|    | 佐々木昭博 | 2008年10月1日 - 2010年4月1日  | 大臣官房審議官（環境兼生産局）                 |                |
|    | 奥原正明   | 2010年4月1日 - 2010年7月30日  | 水産庁漁政部長                                 | 消費・安全局長 |
|    | 宮坂亘     | 2010年7月30日 - 2011年8月2日  | 林野庁次長                                     | 関東農政局長   |
|    | 藤本潔     | 2011年8月2日 - 2012年9月11日  | 農林水産技術会議研究総務官                     | 消費・安全局長 |
|    | 小林裕幸   | 2012年9月11日 - 2013年7月2日  |                                                | 消費・安全局長 |
|    | 雨宮宏司   | 2013年7月2日 - 2015年1月23日  | 大臣官房生産振興審議官（兼生産局）             |                |
|    | 西郷正道   | 2015年1月23日 - 2017年7月10日 | 大臣官房生産振興審議官（兼生産局）             |                |
|    | 別所智博   | 2017年7月10日 - 2019年7月8日  | 農林水産政策研究所長                           |                |
|    | 菱沼義久   | 2019年7月8日 - 2021年7月1日   | 大臣官房生産振興審議官（兼生産局兼政策統括官） |                |
|    | 青山豊久   | 2021年7月1日 - 2022年6月28日  | 大臣官房総括審議官                             | 農村振興局長   |
|    | 川合豊彦   | 2022年6月28日 - 2024年7月5日  | 農林水産省大臣官房大臣官房審議官（技術・環境） |                |
|    | 堺田輝也   | 2024年7月5日 -                | 農林水産技術会議事務局研究総務官               |                |